# Le Crocheteur borgne
Le Crocheteur borgne  est un conte philosophique de Voltaire paru en mars 1774 dans le Journal des Dames. Ce conte a été composé vers 1715.

## Résumé
Ce conte relate l'histoire de Mesrour, borgne depuis sa naissance, qui ne voit que les bonnes choses. Il parvient à sauver Mélinade, une princesse qui se trouve dans un char qui est près de verser dans un précipice. Il obtient ainsi toutes les faveurs de la princesse en retour de son intervention qui a permis de lui sauver la vie .